# Паламарчук Людмила Василівна
Паламарчук Людмила Василівна (5 вересня 1955 року) — український метеоролог, кандидат географічних наук, доцент Київського національного університету імені Тараса Шевченка.

## Біографія
Народилася 5 вересня 1955 року в місті Кривий Ріг Дніпропетровської області. З відзнакою закінчила 1978 року географічний факультет Київського університету кафедру метеорології та кліматології зі спеціальності «географ-метеоролог». Працювала у 1978–1993 роках в Українському науково-дослідному гідрометеорологічному інституті: інженером-бортаерологом, старшим інженером, молодшим науковим співробітником, науковим співробітником. У 1993–2001 роках — в Київському національному педагогічному університеті імені Михайла Драгоманова: старшим викладачем, доцентом кафедри географії України та краєзнавства. У Київському університеті працює з червня 2001 року доцентом кафедри метеорології та кліматології. Викладає курси: «Метеорологія та кліматологія», «Метеорологія». Вчений секретар Вченої ради географічного факультету у 2002–2006 роках.

## Нагороди і відзнаки
Нагороджена Грамотою Міністерства освіти та науки України в 2000 році, знаком «Відмінник освіти України» в 2001 році.

## Наукові праці
Сфера наукових досліджень: вивчення мезоструктурних особливостей фронтальних хмар та опадів, моделювання процесів опадоутворення, активні впливи на атмосферні процеси, оцінка кліматичних ресурсів. Автор та співавтор понад 70 наукових та навчально-методичних праць. Основні праці:
1. Основи метеорології: Навчальний посібник. — К., 2004. Ч. II. (у співавторстві).
2. Гідрометеорологічні умови басейну Чорної Тиси та їх вивчення. — К., 2005.